# 久昌寺 (飛騨市)
久昌寺（きゅうしょうじ）は岐阜県飛騨市宮川町巣納谷にある釈迦如来を本尊とする曹洞宗の寺院で、山号は瑞龍山。本尊とは別に聖観音菩薩が祀られており、飛騨三十三観音霊場20番札所となっている。
創建については不詳であるが、巣納谷白山神社の神宮寺として真言宗の寺院であったものが、江戸時代に入って無住となり衰微した。高山の素玄寺4世柏峰対庭が教化のために明暦2年（1656年）に再興したものと伝わる。享和年間に住持の玉渕大龍が伽藍を整備した。
明治12年（1879年）、火難に遭って焼亡した。現在の伽藍は明治22年（1889年）に23世住持の大円研考により再建されたものである。
開帳が7年ごとに行われる秘仏の阿弥陀如来は火難や盗難を自ら免れたと伝わり、信仰を集めている。